# П'ята авеню
П'ята авеню (англ. Fifth Avenue) — вулиця в центрі Мангеттена в Нью-Йорку. Є однією з найвідоміших, найреспектабельніших та найдорожчих вулиць у світі — тут розташовані безліч дорогих ексклюзивних бутиків. Головний нью-йоркський проспект можна порівняти з Єлисейськими Полями у Парижі, Оксфорд-стріт у Лондоні чи Унтер-ден-Лінден у Берліні.

## Короткий опис
П'ята Авеню бере початок біля Вашингтон-Сквер-парку в Гринвіч-Віллидж і пролягає на північ через Мідтаун уздовж східного боку Центрального парку, далі через Верхній Іст-Сайд і Гарлем, і закінчується біля протоки Гарлем-Ривер. Велика кількість пам'яток архітектури, історичних і культурних центрів, модних бутиків та ексклюзивних крамниць розміщені в Нью-Йорку саме на цій вулиці.
Авеню ділить острів Мангеттен на дві частини і є точкою відліку для вулиць Нью-Йорка: вулиці на схід від авеню називаються східними (East), наприклад East 15th Street. Та сама вулиця, але на захід від П'ятої Авеню буде називатися західною: West 15th Street. Нумерація будинків зростає від П'ятої Авеню, так що найближчий до неї будинок на 15-й Східній вулиці матиме номер 1, також і найближчий до П'ятої Авеню будинок на 15-й Західній вулиці матиме номер 1. Нумерація вулиць зростає з півдня на північ. Така схема дозволяє легко визначити за адресою те перехрестя, на якому ррозміщений будинок, а також відстані у кварталах між двома адресами.
П'ята авеню — одна з небагатьох великих вулиць району Мангеттен, де ніколи не ходили трамваї. Спочатку нею курсували великі двоярусні автобуси, але згодом вони були скасовані. Від 135-ї вулиці до Вашингтон-сквер рух на П'ятій авеню односторонній (з 1966), двосторонній рух на П'ятій авеню можливий тільки на північ від 135-ї вулиці. З 2008 року розглядається питання про те, щоб знову пустити по П'ятій авеню двоповерхові автобуси, як це було до 1953 року.

## Визначні місця

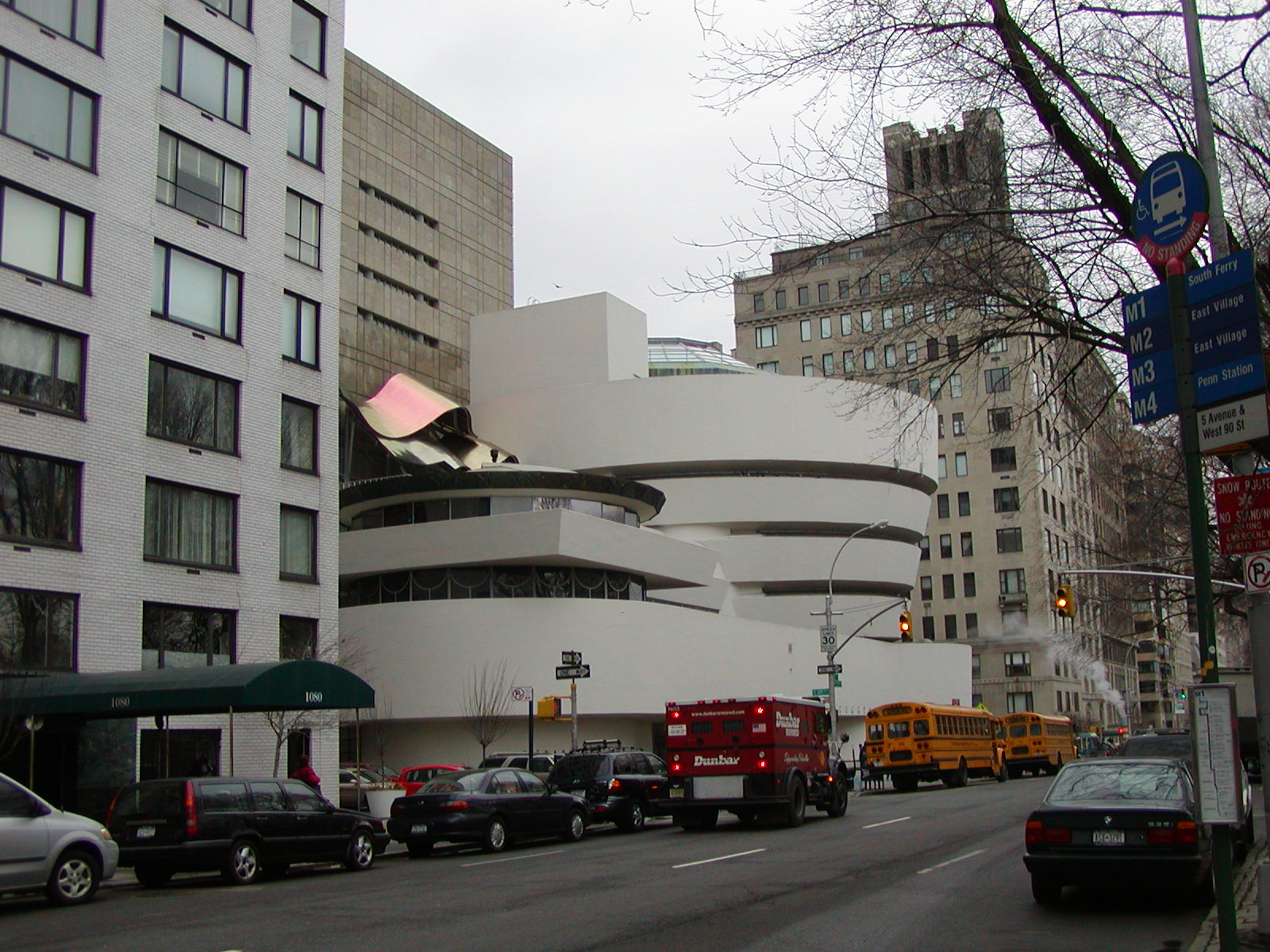
Музей Соломона Гуггенхайма на П'ятій авеню

Багато визначних місць та символів Нью-Йорка розташовані вздовж П'ятої авеню. Зокрема:
- Емпайр-Стейт-Білдінг на розі 34-ї вулиці
- Нью-Йоркська публічна бібліотека між 40-ю та 42-ю вулицями
- Арсенал на розі 64-ї вулиці
- Рокфеллерський центр,
- Собор Святого Патрика в Нью-Йорку
- Музейна миля — відрізок П'ятої авеню з 82-ї до 105-ї вулиці. Ця назва пов'язана з великою кількістю музеїв на цій ділянці. Зокрема, тут розташовані:
  - Метрополітен-музей (82-га вулиця)
  - Нова галерея (86-та вулиця)
  - Музей Соломона Гуггенхайма (88-ма вулиця)
  - Національний музей дизайну Купер—Г'юїт, музей є частиною Смітсонівського інституту (91-ша вулиця)
  - Єврейський музей (Нью-Йорк) (92-га вулиця)
  - Музей Нью-Йорка (103-тя вулиця)
  - Музей Барріо, музей мистецтва Латинської Америки та Карибів — (105-та вулиця)
  - Музей африканського мистецтва (Нью-Йорк) (110-та вулиця) та інші.

На розі П'ятої авеню та 70-ї вулиці в Будинку Генрі Клея Фріка виставлена знаменита Колекція Фріка.
На головному торговельному проспекті Манхеттена з 34-ї по 60-ту вулиці розташовані філії магазинів, що пропонують предмети розкоші, такі як Apple, Tiffany & Co., Cartier, Burberry, Gucci, Louis Vuitton, Chanel, Brooks Brothers, Prada, Hermès, Salvatore Ferragamo, BVLGARI, Emilio Pucci, Armani Exchange, Coach Inc., Escada, Christian Dior, Victoria's Secret, Lacoste, Fendi, Sephora, Versace, Kenneth Cole, Sak's Fifth Avenue, H. Stern, Takashimaya, Harry Winston, Henri Bendel, Emanuel Ungaro, Peter Fox, Banana Republic, Hugo Boss, Bergdorf Goodman та інші.